# Friedrich Holtz (Architekt)
Friedrich Louis Otto Holtz (* 9. April 1897 in Rügenwalde; † 28. Februar 1994 in Darmstadt) war ein deutscher Architekt und Leiter des Staatlichen Hochschulbaumtes Darmstadt.

## Leben
Friedrich Holtz wurde im April 1897 in der Kleinstadt Rügenwalde in Pommern geboren. Er besuchte ab 1909 das humanistische Gymnasium in der benachbarten Kreisstadt Stolp und machte dort 1915 sein Abitur. Anschließend meldete er sich freiwillig zum Kriegsdienst. Nach dem Ende des Ersten Weltkrieges studierte er ab 1919 Architektur an der Technischen Hochschule Danzig, der Technischen Hochschule München und ab 1921 an der Technischen Hochschule Darmstadt. Er schloss sein Studium im Sommersemester 1923 mit dem Diplomingenieur ab. Ab dem 1. September 1923 arbeitete er im Staatsdienst. Zunächst war er Regierungsbauführer beim Staatsbauamt Bensheim, später Regierungsbaumeister in Darmstadt und Gießen. In dieser Zeit zeichnete er u. a. für Bauvorhaben an der damaligen Ludwigsuniversität in Gießen und für die Hessische Landesbibliothek im Darmstädter Schloss sowie für das Hessische Staatsarchiv in Darmstadt verantwortlich. Im November 1936 wurde er zum Regierungsbaurat ernannt.
1937 wurde Holtz Referent der Bauabteilung im hessischen Finanzministerium. Hier betreute er die Bauvorhaben an der TH Darmstadt. Für das Vierjahresplaninstitut für Zellstoff- und Papierchemie unter Leitung von Georg Jayme entstand an der Alexanderstraße/Ecke Ballonplatz ein großzügiges Gebäude nach Plänen von Karl Lieser. Das Vierjahresplaninstitut für Technische Physik der Kunststoffe (Leitung: Richard Vieweg) erhielt einen Neubau nach Plänen von Karl Gruber. Außerdem betreute Holtz den Neubau für die Anorganische und Physikalische Chemie, der ebenfalls nach Plänen von Karl Lieser am Herrngarten entstand.  
Nach dem Beginn des Zweiten Weltkrieges wurde er zum Kriegsdienst eingezogen. Am Ende des Krieges geriet er in Gefangenschaft und kehrte erst 1948 nach Darmstadt zurück. Friedrich Holtz wurde 1948 Leiter der Bauabteilung des 1945 neu gegründeten Regierungspräsidiums Darmstadt. 1951 war er für vier Monate in der Hessischen Staatsbauverwaltung in der neuen Landeshauptstadt Wiesbaden, bis er schließlich Leiter des Staatlichen Hochschulbauamtes Darmstadt wurde. Hier trat er die Nachfolge von Christoph Miller an, der das Amt nach knapp einem Jahr überraschend aufgab. 1961 wurde er zum Amtsvorstand ernannt und 1962 erfolgte die Beförderung zum Regierungsbaudirektor. Im April 1963 ging Friedrich Holtz im Alter von 66 Jahren in den Ruhestand. Er starb 1994 im hohen Alter von fast 97 Jahren in Darmstadt.   
Als Leiter des Staatlichen Hochschulbauamtes war er zunächst noch mit der Beseitigung der restlichen Trümmer auf dem Hochschulgelände in der Darmstädter Innenstadt befasst. Danach folgte der Wiederaufbau der ersten Gebäude. Als erstes wurde die Otto-Berndt-Halle 1951/52 mit McCloy-Mitteln saniert und als Mensa hergerichtet. Holtz und sein Amt erkannten bald, dass der Aufbau der TH nur im Rahmen eines umfangreichen Planungs- und Bauprogrammes Sinn machte. Sein Amt entwarf daher 1953/54 einen ersten Vierjahresplan, der im Zeitraum 1955 bis 1958 eine Investitionssumme von 20 Mio. Mark vorsah und vom Land Hessen auch bewilligt wurde. Daran schloss sich ein zweiter Vierjahresplan von 1959 bis 1962 an, der weitere Investitionen von knapp 75 Mio. Mark umfasste. 
Es entstanden die 1954/55 errichtete Wasserbauhalle von Ernst Neufert in der Rundeturmstraße, der Große Physik-Hörsaal 1955 nach Plänen von Günter Koch und Wilhelm Lehnert in der Hochschulstraße, das Deutsche Kunststoffinstitut 1955–1957 nach Plänen von Günter Koch in der Schlossgartenstraße, die Stoeferlehalle 1954 (Abriss 2014) in der Alexanderstraße und die Neubauten für die Institute für Statik und Stahlbau von Günter Koch und das Institut für Massivbau 1955–56 von Theo Pabst ebenfalls an der Alexanderstraße. Die beiden zuletzt genannten Gebäude wurden 2004 abgerissen. 
Darüber hinaus wurden für die Fakultät für Maschinenbau Bürogebäude und Werkhallen und ein neues Kraftwerk in der Magdalenstraße errichtet. Es folgten zwischen 1960 und 1963 die Materialprüfanstalt in der Grafenstraße und das von Alwin Walther initiierte Deutsche Rechenzentrum in der Rheinstraße, das Mitte 1962 bezogen werden konnte.
In der über zwanzigjährigen Amtszeit von Friedrich Holtz als Leiter des Staatlichen Hochschulbauamtes Darmstadt hatte die TH Darmstadt einen Flächenzuwachs von fast 100.000 Quadratmeter zu verzeichnen.

## Auszeichnungen
Im November 1954 wurde ein Kesselhaus der Technischen Hochschule in der Magdalenenstrasse in Darmstadt von einer Jury, die vom Bund Deutscher Architekten und dem Hessischen Minister der Finanzen einberufen war, als „vorbildlicher Bau im Lande Hessen“ ausgezeichnet. Der Jury gehörten folgende Architekten an: Werner Hebebrand, Konrad Rühl, Sep Ruf und Ernst Zinsser. Der Bau war vom Staatlichen Hochschulbauamt Darmstadt entworfen worden, die Leitung der Bauausführung lag bei Oberregierungsbaurat Holtz.